# Love Aflame

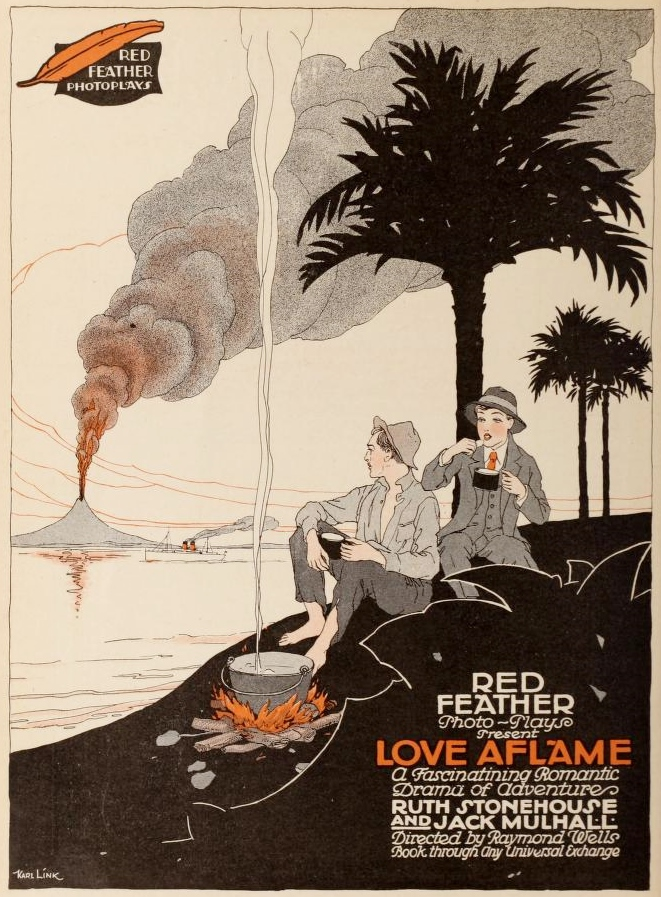

Love Aflame (conosciuto anche come Hearts Aflame) è un film muto del 1917 diretto da James Vincent e Raymond Wells.

## Trama
Jack Calvert parte alla ventura dopo aver scommesso con gli amici di poter fare il viaggio da New York a Costantinopoli senza un soldo. Alla partenza, fa amicizia con un barbone, un ragazzo che si imbarca insieme a lui. In realtà, il giovane è Betty Mason, una ragazza scappata da casa per sfuggire a un matrimonio di convenienza. Dato che Jack ritiene che quel tipo di viaggio che loro due stanno per intraprendere sia troppo faticoso e pericoloso per una donna, Betty non gli rivela il suo sesso, continuando a fingere di essere un maschio. I due affrontano tutta una serie di traversie come quella rappresentata dai mercanti senza scrupoli che infestano i Mari del Sud e l'approdo in un'isola abitata dai cannibali. Raggiunta finalmente la sua meta, Jack sbarca a Costantinopoli in tempo per vincere la scommessa e per scoprire con enorme sorpresa che il suo compagno di viaggio è in realtà una ragazza.

## Produzione
Il film fu prodotto dall'Universal Film Manufacturing Company (con il nome Red Feather Photoplays).

## Distribuzione
Il copyright del film, richiesto dall'Universal Film Mfg. Co., Inc., fu registrato il 16 gennaio 1917 con il numero LP9993.
Distribuito dall'Universal Film Manufacturing Company, il film uscì nelle sale cinematografiche statunitensi il 29 gennaio 1917. Ne venne fatta una riedizione, Hearts Aflame, uscita anche in Finlandia il 12 ottobre 1920.